# Флаг Угорской волости
Флаг сельского поселения «Угорская волость» Дзержинского муниципального района Калужской области Российской Федерации.

## Описание
Представляет собой прямоугольное полотнище с соотношением ширины к длине 2:3, с воспроизведением фигур герба серым и жёлтым цветом.

## Обоснование символики
В основу взяты географическое расположение волости на территории Калужской области и административный состав территории.
Девичья коса аллегорически говорит о реке Угре, вдоль берегов которой расположено муниципальное образование.
Пять берёзовых листьев, вплетённых в косу, показывают пять сельских администраций, отражая их единение и сплочённость в составе волости.
Зелёное полотнище аллегорически показывает большие лесные массивы и сельскохозяйственные угодья волости. Этот цвет символизирует весну, радость, надежду, жизнь и природу, а также здоровье.
Жёлтый цвет (золото) символизирует прочность, богатство, справедливость, уважение и великодушие.
Белый цвет (серебро) символизирует совершенство, благородство, чистоту, веру и мир.